# Lola Beltrán
Lucila Beltrán Ruiz (Rosario, Sinaloa, 7 de marzo de 1935-Ciudad de México, 24 de marzo de 1996), conocida como Lola Beltrán, fue una cantante y actriz mexicana. Como intérprete, se especializó en los géneros de música ranchera, huapango, y banda sinaloense.

## Biografía y carrera

### Primeros años
Lucila Beltrán Ruiz nació el 7 de marzo de 1935 en Rosario, Sinaloa, siendo hija de Pedro Beltrán y María de los Angeles Ruiz Ramos. Beltrán estudiaba comercio para ser secretaria junto a su primo Matías Beltrán, además de participar en concursos musicales. 

### Trayectoria artística
Varias fuentes apuntan que realizó un viaje a la Ciudad de México para visitar la Basílica de Guadalupe en compañía de su madre. Una vez en la ciudad, se hospedaron en un hotel cerca de los estudios de la XEW, a donde se acercó en busca de una oportunidad. Ahí conoció a Miguel Aceves Mejía quien la recomendó al director artístico de la estación, Amado C. Guzmán. Irónicamente, este hombre no se mostró interesado por la voz de Lola por lo que le ofreció trabajo como su secretaria.[cita requerida] En esa estación de radio, fue descubierta y apoyada por la cantante La Torcacita. Un día, La Torcacita, estrella principal del programa musical Así es mi tierra, fue contratada en una gira a Centroamérica, por lo que tuvo que abandonar las grabaciones. Este programa fue fundamental en el desarrollo de las carreras de varios intérpretes de la música ranchera, y aunque fue creado por Eulalio Ferrer, su director musical era el músico Tata Nacho. Luego de la salida de la Torcacita, Beltrán hizo una prueba para reemplazarla, la cual logró pasar después de ser escuchada por Tata Nacho, lo que la llevó a ingresar a la mencionada emisión.
En 1953, protagonizó la película El Tesoro de la Muerte. Posteriormente, participó varias películas, en las que en su mayoría solía aparecer solo en actos musicales. En 1976, presentó el programa de televisión Noches Tapatías, y en 1982, El Estudio de Lola Beltrán, ambos producidos por Televisa.

## Vida personal y muerte
Estuvo casada con el torero y actor Alfredo Leal Kuri, con quien procreó a su hija, María Elena Leal. 

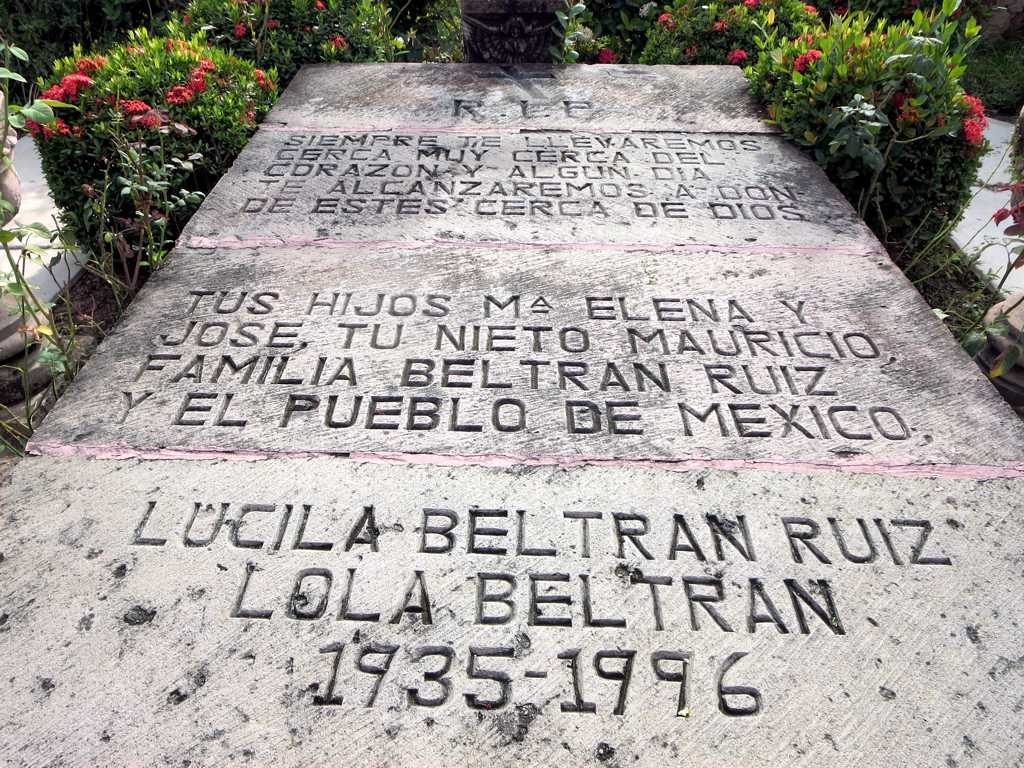
Tumba de Beltrán fotografiada en 2015. Se encuentra ubicada en el Santuario de Nuestra Señora del Rosario, en El Rosario, Sinaloa.

El 24 de marzo de 1996, Beltrán falleció en Ciudad de México a los 61 años de edad, a causa de una tromboembolia pulmonar, un infarto agudo de miocardio, y una cardiopatía ateroesclerosa. Su cuerpo fue trasladado a Rosario, Sinaloa, donde fue inicialmente enterrado en el panteón municipal de la localidad, antes de ser exhumado y reinhumado en una tumba localizada a las afueras de la Parroquia de Nuestra Señora del Rosario.

## Legado
Frente a la iglesia donde fue inhumada, se erigió una estatua en su honor, mientras que en la ciudad de Mazatlán existe otra, y hay una más en la Plaza Garibaldi de Ciudad de México.
El 7 de marzo de 2024, Google le dedicó un Doodle de Google, en celebración por su cumpleaños número noventa y dos, tomando 1932 como su año de nacimiento. Sin embargo, existe una acta de bautizo de la artista en la que se menciona que su nacimiento se dio en 1931, siendo entonces 93 años, pero, en el acta de defunción de Beltrán se colocó que tenía 61 años de edad al fallecer, y la lápida sobre su tumba tiene grabado el año 1935 como su tiempo de concepción, por lo que en 2024 serían 89 años de edad los que cumpliría.

## Filmografía
- Espaldas mojadas (1953)
- El tesoro de la muerte (1953)
- Los líos de Barba Azul (1954)
- Al diablo las mujeres (1954)
- Pueblo quieto (1954)
- De carne somos (1954)
- Soy un gallo con resortes (1955)
- Una movida chueca (1955)
- Con quién andan nuestras hijas (1955)
- Música en la noche (1955)
- Camino de Guanajuato (1955)
- Pensión de artistas (1956)
- Rogaciano el huapanguero (1957)
- Donde las dan las toman (1957)
- Guitarras de medianoche (1957)
- Sucedió en México (1957)
- México lindo y querido (1958)
- Qué bonito amor (1959)
- Besitos a papa (1959)
- ¿Dónde estás corazón? (1960)
- La joven mancornadora (1961)
- El camino de la horca (1961)
- La bandida (1961)
- Así es México (1962)
- Caballito (1962)
- El revólver sangriento (1962)
- Canción del alma (1963)
- El hombre de papel (1963)
- México de mi corazón (1964)
- Los hermanos muerte (1964)
- Cucurrucu paloma (1964)
- Tirando a gol (1965)
- Matar es fácil (1966)
- Valentín de la sierra (1968)
- Furias bajo el cielo (1970)
- Padre nuestro que estás en la Tierra (1971)
- Las fuerzas vivas (1975)
- Me caíste del cielo (1975)